# Mount Tolchin
Mount Tolchin ist ein 1730 m hoher Berg im westantarktischen Queen Elizabeth Land. In der südlichen Patuxent Range der Pensacola Mountains ragt er 8 km südwestlich des Houk Spur am südwestlichen Ende des Mackin Table auf.
Der United States Geological Survey kartierte ihn anhand eigener Vermessungen und Luftaufnahmen der United States Navy aus den Jahren zwischen 1956 und 1966. Das Advisory Committee on Antarctic Names benannte ihn 1968 nach Leutnant Sidney M. Tolchin (* 1932), diensthabender Offizier auf der Amundsen-Scott-Südpolstation im antarktischen Winter 1959.